# 523 (szám)
Az 523 (római számmal: DXXIII) egy természetes szám, prímszám.

## A szám a matematikában
A tízes számrendszerbeli 523-as a kettes számrendszerben 1000001011, a nyolcas számrendszerben 1013, a tizenhatos számrendszerben 20B alakban írható fel.
Az 523 páratlan szám, prímszám. Normálalakban az 5,23 · 102 szorzattal írható fel.
Az 523 négyzete 273 529, köbe 143 055 667, négyzetgyöke 22,86919, köbgyöke 8,05689, reciproka 0,0019120. Az 523 egység sugarú kör kerülete 3286,10592 egység, területe 859 316,69694 területegység; az 523 egység sugarú gömb térfogata 599 230 176,7 térfogategység.
Az 523 helyen az Euler-függvény helyettesítési értéke 522, a Möbius-függvényé −1.